# Секс, наркотики и рок-н-ролл (фильм)
«Секс, нарко́тики и рок-н-ролл» (англ. Sex & Drugs & Rock & Roll) — биографический фильм 2010 года о жизни рок-музыканта Иэна Дьюри. Название фильм получил в честь хита этого исполнителя 1977 года «Sex & Drugs & Rock & Roll». Главную роль исполнил Энди Серкис.

## Сюжет
В фильме рассказывается история Иэна Дьюри, который, переболев в молодые годы полиомиелитом, становится в 1970-х годах одним из основателей британского панк-движения.

## В ролях
| Актёр          | Роль          |
| -------------- | ------------- |
| Энди Серкис    | Иэн Дьюри     |
| Том Хьюз       | Чэз Дженкел   |
| Наоми Харрис   | Дениз         |
| Рэй Уинстон    | Билл Дьюри    |
| Ноэль Кларк    | Десмонд       |
| Тоби Джоунс    | Харгривз      |
| Маккензи Крук  | Расселл Харди |
| Оливия Уильямс | Бетти Дьюри   |
| Артур Дарвилл  | Мик Галлахер  |
| Люк Эванс      | Клайв Ричардс |
| Эндрю Нотт     | репортёр      |

## Награды и номинации
| Премия                               | Категория               | Номинант    | Итог      |
| ------------------------------------ | ----------------------- | ----------- | --------- |
| Премия британского независимого кино | Лучшая мужская роль     | Энди Сёркис | Номинация |
| БАФТА                                | Лучшая мужская роль     | Энди Сёркис | Номинация |
| БАФТА                                | Лучшая музык5а к фильму | Чез Дженкел | Номинация |
| Кинопpемия Evening Standard          | Лучшая мужская роль     | Энди Сёркис | Победа    |